# برتقال أحمر
البرتقال الأحمر أو الماوردي نوعية من البرتقال لونه أحمر من الداخل ويسمى بدم الزغلول لاحمراره الشديد.
يتميز هدا النوع من البرتقال بصغره مقارنة مع متوسط البرتقال، كما يتميز بغلافه المثقب(مُنَقّر) الناعم. يرجع لونه لاحتوائه على الأنثوسيانين.